# Matthias Holst
Matthias Holst (Husum, 19 giugno 1982) è un ex calciatore tedesco, di ruolo difensore.

## Caratteristiche tecniche
Gioca come difensore centrale.

## Carriera
Cresciuto nelle giovanili di Rödemisser, Bredstedt e Heider, nel 1999 viene acquistato dall'Amburgo che lo aggrega alla squadra di riserva, dove disputa due campionati di Regionalliga e due di Oberliga, rispettivamente quarta e quinta serie del campionato tedesco di calcio.
Nell'estate del 2003 viene ceduto alla squadra riserve dell'Hansa Rostock, con cui disputerà due campionati di NOFV-Oberliga.
Nel 2005 passa al Rot-Weiß Erfurt dove rimarrà per tre stagioni guadagnandosi presto il posto da titolare e collezionando 93 presenze condite da 3 gol.
Il salto di qualità avviene nel 2008 con il passaggio al Paderborn, club militante in 3. Liga. Qui contribuisce alla promozione del club renano in 2. Bundesliga dopo un solo anno di assenza grazie al terzo posto finale che ha condotto al Playoff vinto contro l'Osnabrück grazie ad un doppio 1-0. L'anno successivo colleziona 25 presenze in 2. Bundesliga.
Nell'estate del 2011 viene ceduto all'Hansa Rostock, club in cui aveva militato nel biennio 2003-2005, seppur con la formazione riserve. Qui è protagonista di una stagione poco esaltante che porta il club alla prima retrocessione in terza divisione da quando sono stati riunificati i campionati di Germania est ed ovest. Colleziona comunque 23 presenze mettendo a segno 3 reti, suo record personale.
La stagione successiva il club termina il campionato al 2º posto facendo ritorno in 2. Bundesliga, ma nonostante le 35 presenze il contratto di Holst non viene rinnovato.
Dopo un anno di inattività, nel 2014 firma per il club amatoriale del Rödemisser, squadra per cui aveva militato nelle giovanili.